# Offentligt-privat partnerskab
Et offentligt-privat partnerskab (et OPP) er et samarbejde mellem en offentlig myndighed og et privat selskab om et konkret bygge- eller anlægsprojekt.
Det offentligt-private partnerskab er dermed en form for udlicitering, idet størstedelen af investeringen foretages af den private part. Men ansvaret for projektet er i modsætning til traditionel udlicitering delt mellem den offentlige og den private part, og økonomisk deler parterne således både de gevinster og risici, der måtte være forbundet med projektet.
Finansieringen, designet, etableringen, den løbende drift og vedligeholdelsen af den pågældende opgave udbydes samlet i et såkaldt OPP-projekt. Den offentlige part betaler løbende for sin brug af det pågældende anlæg eller byggeri – typisk i en periode på 20 til 40 år. Det offentligt-private partnerskab belaster således ikke i samme grad den offentlige myndigheds økonomi som et rent kommunalt projekt, hvor kommunen både finansierer anlæg og drift.
Modellen stammer oprindeligt fra England, hvor den de sidste 10 år har været anvendt ofte. Men også i resten af Europa bruges modellen – hovedsageligt indenfor infrastruktur, uddannelse, sport, sundhed, forsvar samt diverse offentlige bygninger. Herhjemme har modellen primært været anvendt indenfor trafik, uddannelse samt ved etableringen af det nye rigsarkiv i København.
Offentligt-private partnerskaber kan også identificeres i forbindelse med innovationsforløb i den såkaldte triple-helix model. Indenfor denne vil en OPP fx fungere som et værktøj til at strukturere partnerskaber mellem det offentlige, private og forskningsinstitutioner, sådan at investerings-risiko fordeles og viden deles på en optimal måde.